# Telmatobufo
Telmatobufo Schmidt, 1952 detto anche rospo falso della montagna Bullock, è un genere di anfibi anuri della famiglia Calyptocephalellidae, endemico del Cile.

## Tassonomia
Il genere comprende 4 specie:
- Telmatobufo australis Formas, 1972
- Telmatobufo bullocki Schmidt, 1952
- Telmatobufo ignotus Cuevas, 2010
- Telmatobufo venustus Philippi, 1899

## Distribuzione
È un animale endemico del Cile estremamente raro (una ricerca su larga scala durata 10 anni, dal 1992 al 2002, ha rilevato solamente un unico esemplare ).
Si trova a suo agio in zone umide quali foreste e laghi d'acqua dolce e i girini vivono esclusivamente in acqua.
Per le conoscenze attuali, questo animale si trova unicamente nel centro-sud del ovest del Cile, più specificamente lungo la fascia costiera del Parco nazionale Nahuelbuta, nella provincia di Arauco.

## Alimentazione
I girini si nutrono di alghe, mentre per gli adulti, le uniche informazioni che si hanno sulla loro alimentazione sono state ricavate da un esemplare morto, la cui vivisezione ha rilevato come nello stomaco vi fossero 19 insetti e della materia vegetale (facendo dedurre che l’individuo adulto si nutra principalmente a terra).

## Riproduzione
Pochissimo si conosce della riproduzione di questi animali, la quale probabilmente avviene da dicembre a gennaio, sotto dei tronchi d'albero caduti.
Le "vesciche" cutanee dell'animale, che si possono trovare nei maschi, hanno una qualche funzione riproduttiva, venendo alla luce solamente nel periodo degli amori.
La femmina conserva in media 112 uova, le quali hanno un colore giallognolo.

## Minacce
L'animale ha un rischio d'estinzione medio, difatti è minacciato dall'insabbiamento dei fiumi e dalla deforestazione dei luoghi dove vive. È anche possibile che possa essere minacciato dall'uso di pesticidi ed erbicidi.